# دادی وانک
دادی وانک (ارمنی: Դադիվանք; انگلیسی: Dadivank) یک صومعه حواری ارمنی واقع در استان شاهومیان جمهوری آرتساخ می‌باشد. ساخت و ساز این ساختمان ۹ام–۱۳ام میلادی به پایان رسید. این بنا به سبک معماری ارمنی طراحی شده‌است.

## نگارخانه

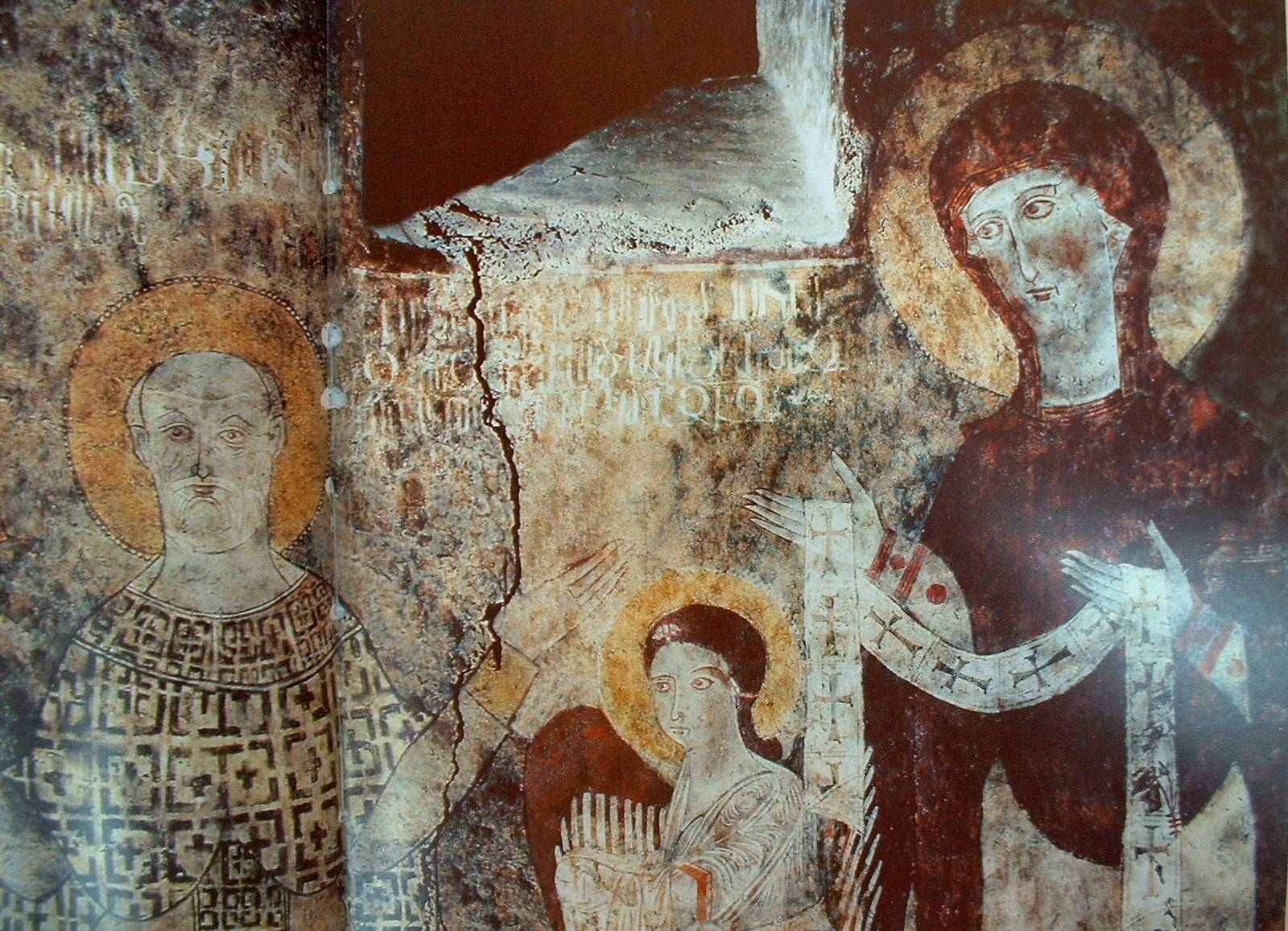
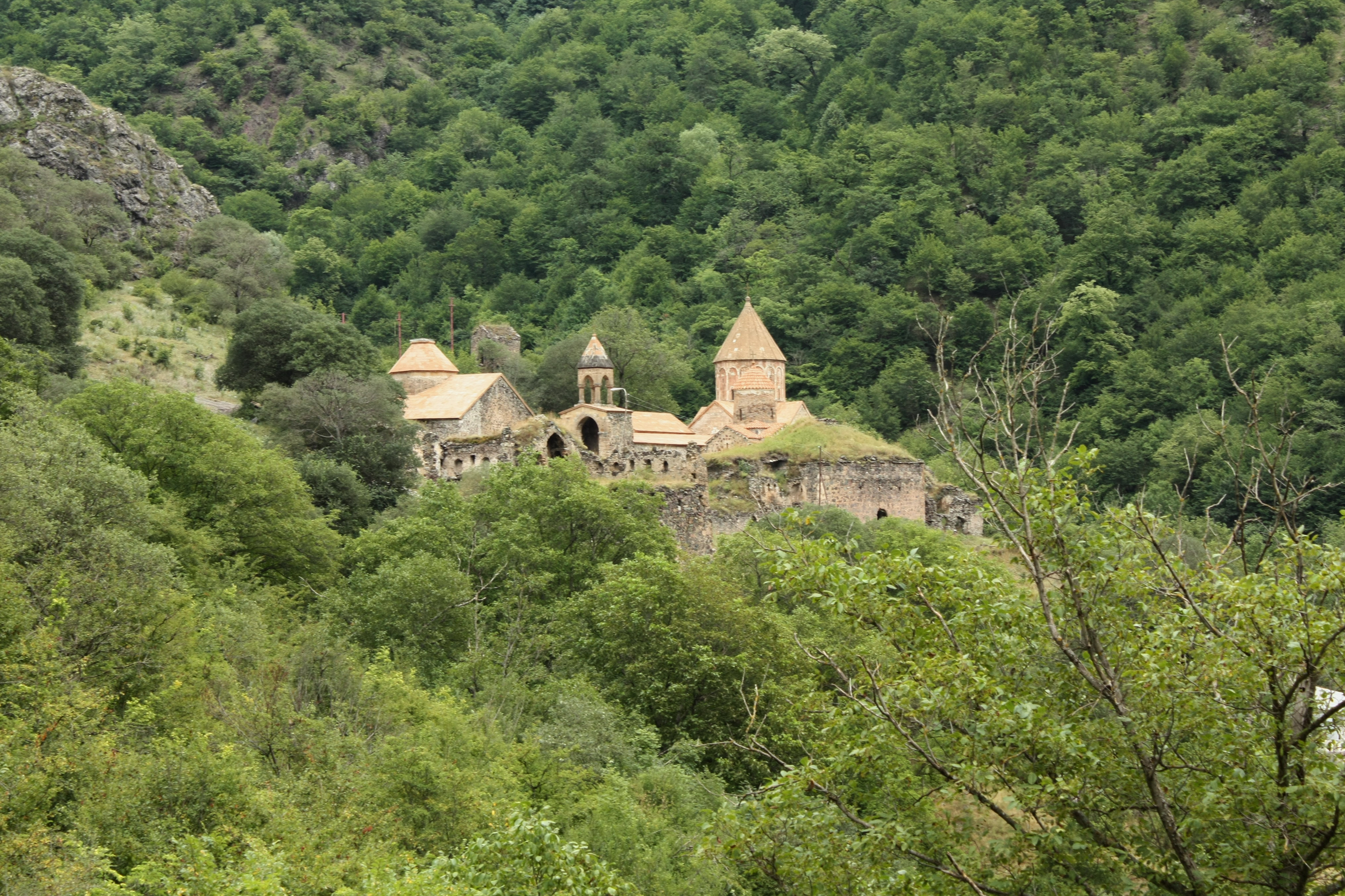
دادی وانک
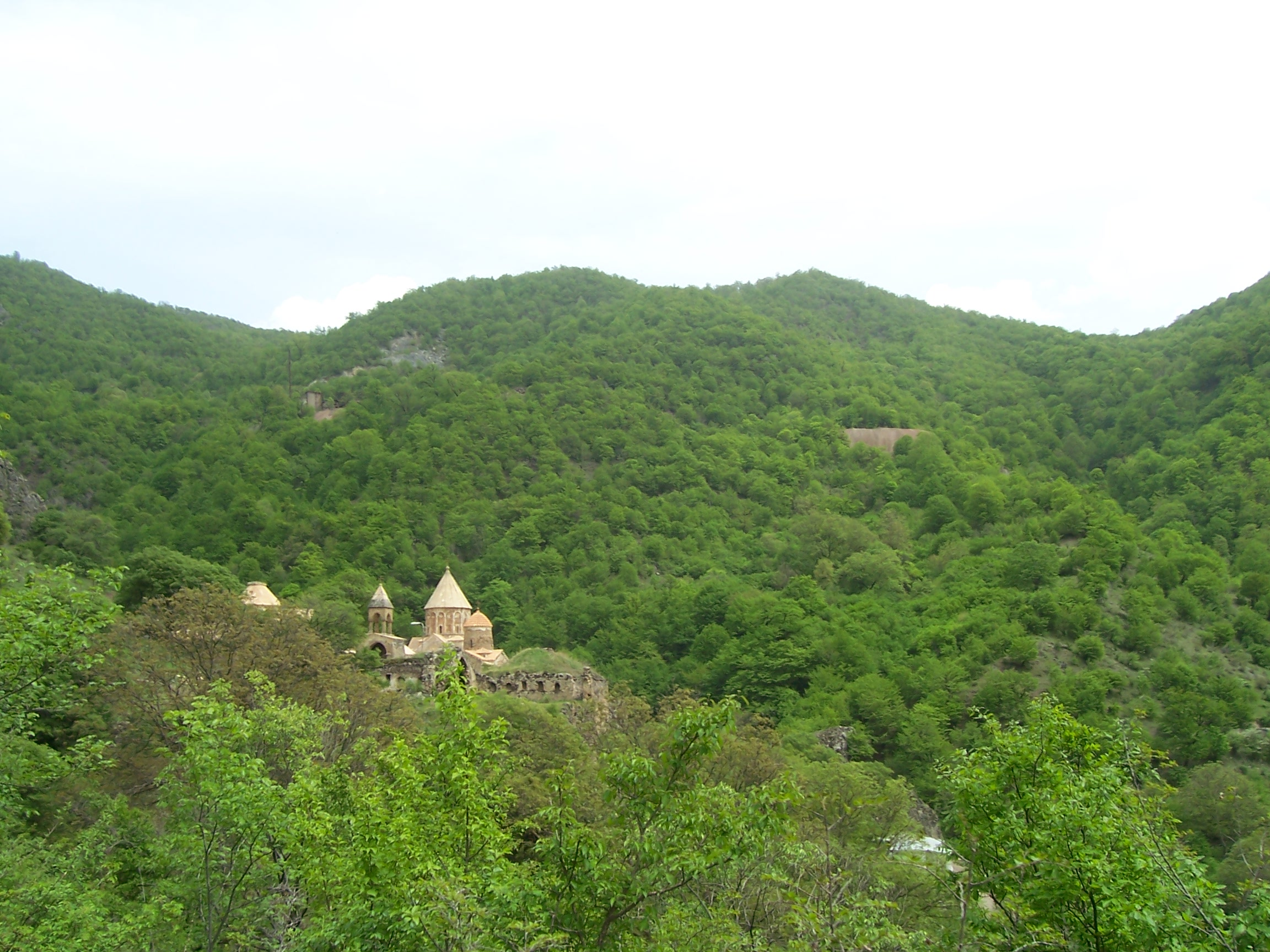
نمای کلی
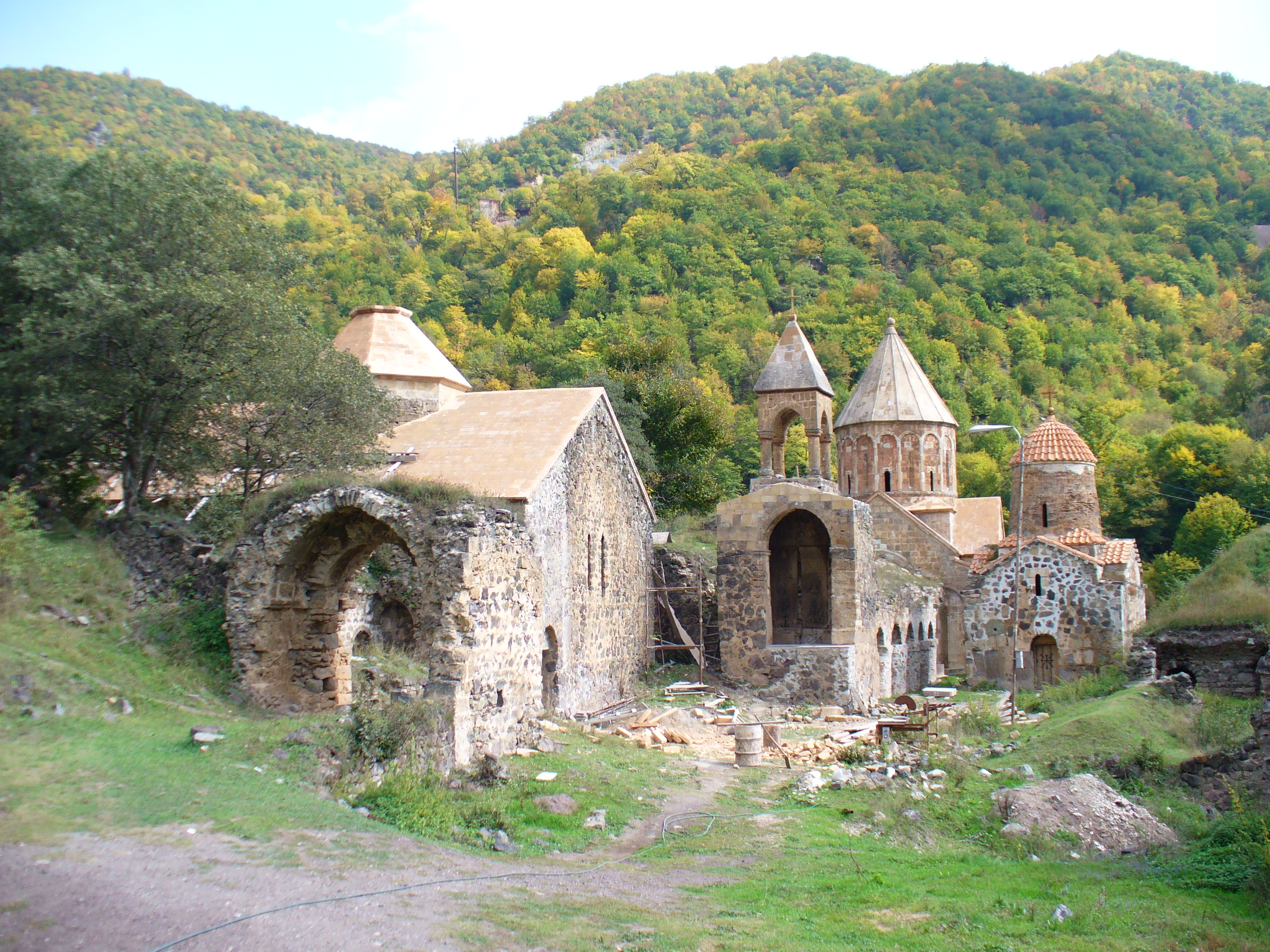
Side view
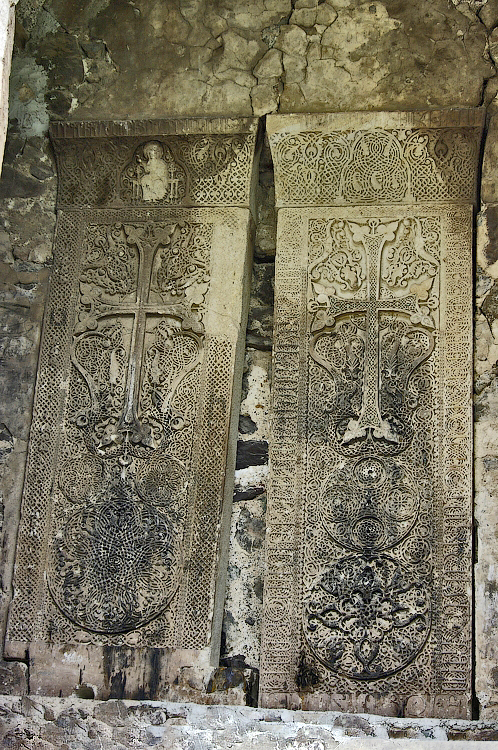
چلیپاسنگ در دادی وانک
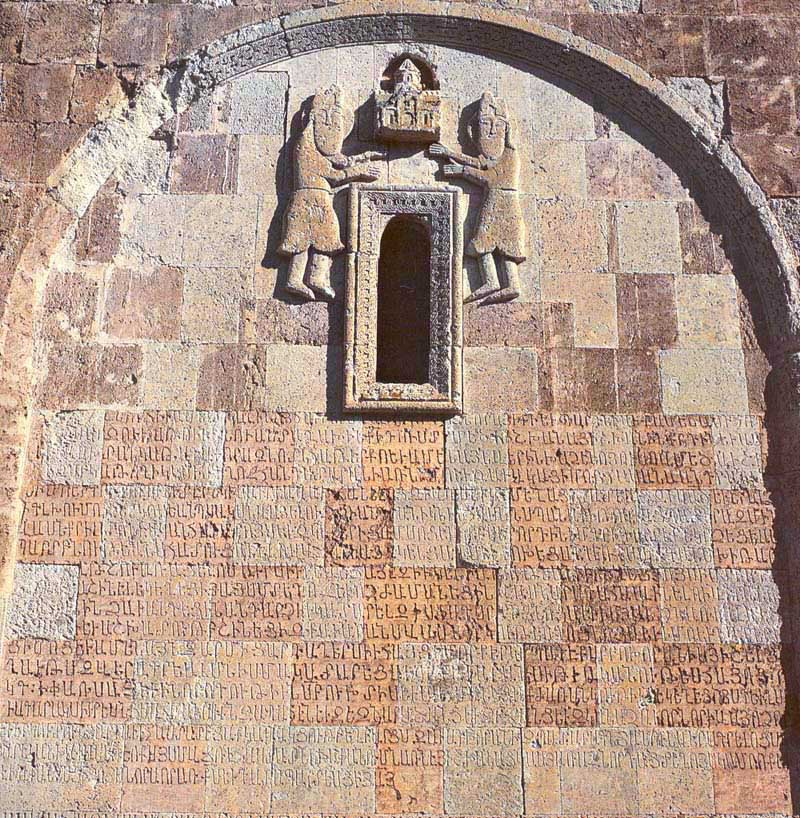